# Cribrilina uniserialis
Cribrilina uniserialis is een mosdiertjessoort uit de familie van de Cribrilinidae. De wetenschappelijke naam van de soort is voor het eerst geldig gepubliceerd in 1978 door Harmelin.